# Imaginárium dr. Parnasse
Imaginárium dr. Parnasse (The Imaginarium of Doctor Parnassus) je fantasy film z roku 2009 režírovaný Terrym Gilliamem, který společně s britským spisovatelem Charlesem McKeownem napsal i scénář. Film vypráví příběh kočovné divadelní společnosti, jejíž principál uzavřel sázku s ďáblem. Pomocí magického zrcadla přivádí návštěvníky do světa jejich vlastní představivosti, kde jim nabízí volbu mezi seberealizujícím osvícením nebo uspokojující nevědomostí.
Ve filmu hrají Heath Ledger, Christopher Plummer, Verne Troyer, Andrew Garfield, Lily Cole, Tom Waits, Johnny Depp, Colin Farrell a Jude Law. Produkce filmu byla dočasně přerušena ve třetině natáčení po úmrtí Ledgera. Ledger stihl natočit většinu svých scén, a jeho role byla následně přeobsazena. Depp, Law a Farrell ztvárnili transformace jeho postavy při jejích cestách snovým světem.
Světová premiéra filmu proběhla mimo soutěž na 62. ročníku filmového festivalu v Cannes. Film s rozpočtem 30 milionů dolarů vydělal více než 60 milionů dolarů.
Film byl nominován na dva Oscary. První byla nominace za nejlepší výpravu, za kterou byli odpovědní Dave Warren a Anastasia Masaro, s dekorací Caroline Smith. Ocenění však získal film Avatar. Druhá nominace byla za nejlepší kostýmy, které navrhla Monique Prudhomme. Tuto kategorii vyhrál film Mladá Viktorie.

## Děj filmu
Doktor Parnassus, starý mudrc, vede kočovnou divadelní společnost, která zahrnuje jeho dospívající dceru Valentinu, vyvolávače Antona a trpaslíka Percyho. Hlavním lákadlem jejich představení je brána do magického "Imaginária", surrealistického světa snů, který se mění podle přání účastníků a nabízí jim volbu mezi náročným sebezdokonalováním nebo snadnou nevědomostí. Když jeden z opilců zvolí cestu nevědomosti, Parnassus si posteskne, že prohrál „další duši“ ve prospěch pana Nicka, který zosobňuje ďábla. Nick Parnasse neustále trápí a připomíná mu, že za tři dny bude Valentině 16 let a její duše bude patřit jemu. V minulosti totiž Nick Parnasse podvedl a přiměl ho přijmout mládí a nesmrtelnost výměnou za Valentinu duši.
Jednoho dne, když divadelní společnost se svým vozem projíždí po mostě, Anton si všimne oběšence visícího pod mostem. Zachrání ho a zjistí, že muž přežil díky duté zlaté trubičce, kterou měl v krku. Tvrdí, že trpí ztrátou paměti. Pan Nick Parnassovi prozradí, že zachráněný muž je Tony Shepard, filantrop, kterého ruská mafie oběsila za jeho dluhy. Pan Nick Parnassovi nabídne novou sázku: Valentina může zůstat s Parnassem, pokud Parnassus získá pět duší dříve než Nick.
Tony se připojí k souboru a přesvědčí je, aby modernizovali své představení. Při prvním pokusu přivede do Imaginária bohatou ženu. Ocitne se s ní v barevném světě, který odráží její představivost. Tonyho tvář se mění podle její fantazie. Když se ocitnou v motelu pana Nicka, Tony ženu přesvědčí, aby si vybrala jízdu gondolou, čímž Parnassus získá první duši. Tony se vrátí z Imaginária zpět do reality, ale žena zůstane a nadšená daruje společnosti mnoho peněz. Následně vstoupí do Imaginária další tři ženy a Parnassus získá jejich duše. Pan Nick si mezitím vezme duše čtyř ruských gangsterů, kteří Tonyho pronásledovali.
Parnassus Valentinu zasvětí do její historie: po získání nesmrtelnosti se Parnassus zamiloval a uzavřel s panem Nickem dohodu o navrácení mládí, aby mohl získat srdce své milenky. Musel však slíbit, že každé jeho dítě připadne v šestnácti letech Nickovi. Valentina je zděšena. Když Anton odhalí, že Tony kradl orgány sirotkům a prodával je bohatým, konfrontuje Tonyho, ale ten ho přemůže a spolu s Valentinou vstoupí do Imaginária. Tam Tonyho tvář odpovídá Valentině fantazii a jejich vztah se stane romantickým. Scéna se však změní, když dítě v otrhaných šatech odhalí Tonyho jako podvodníka, což vyústí v hněv davu, který Tonyho pronásleduje.
Valentina, rozčarovaná otcovo dohodou, odevzdá svou duši panu Nickovi. Pan Nick, zklamaný snadnou výhrou, nabídne Parnassovi nový obchod: Valentininu duši za Tonyho. Když se dav chystá Tonyho pověsit, Parnassus mu nabídne dvě duté trubičky – pravou a křehkou napodobeninu. Tony si vybere špatnou a zemře. Nick Valentininu duši osvobodí, ale odmítne Parnassovi prozradit, kde se nachází. Parnassus je ztracený a uvězněný v Imagináriu.
O několik let později Parnassus jako žebrák v Londýně potká Valentinu, která je nyní vdaná za Antona, má dceru a žije spokojený život. Percy Parnasse odrazuje od toho, aby se vměšoval do jejího života, a dvojice se vrací k pouličnímu prodeji miniaturních divadel Imaginária.

## Scénář
Scénář napsali Terry Gilliam a Charles McKeown. Bylo to jejich první společné dílo od roku 1988, kdy napsali scénář k filmu Dobrodružství Barona Prášila. Když McKeowna Gilliam oslovil se základní myšlenkou filmu, vnímal hlavní postavu Parnasse jako člověka odtrženého od reality a od svého publika. Později McKeown o scénáři řekl: „Je to o představivosti a o tom, jak důležitá je pro život a myšlení. A to je velmi typické téma pro Terryho. Líbí se mi myšlenka, že vyprávění příběhů je tím, co udržuje vesmír pohromadě.“ Gilliam popsal premisu filmu jako „zábavný a humorný příběh o důsledcích našich osobních rozhodnutí v životě“. Řekl také: „Je to autobiografické. Snažím se přinést trochu fantastična do Londýna, jako protilék na moderní život. Líbila se mi myšlenka starobylé kočovné show, která lidem, zvyklým na akční filmy, nabízí příběhy a zázraky, které dřív znali.“ Inspirací pro vytvoření postavy Tonyho byl britský premiér Tony Blair, který podle Gilliama a McKeowna „říkal ty nejabsurdnější věci a pravděpodobně jim i sám věřil“.
Gilliam v rozhovorech opakovaně uváděl, že postava Parnasse je autobiografická – příběh stárnoucího muže s bohatou představivostí ve světě, který už mu nenaslouchá. Gilliam se stále potýkal s depresí způsobenou přerušením jeho posledního autorského projektu Muž, který zabil Dona Quijota, neustálým bojem s hollywoodským studiovým systémem a také uvědoměním si svého postupujícího věku. Obával se, že jeho projekty nikam nevedou a že mu možná nezbývá mnoho času. Do scénáře zakomponoval několik odkazů na náhlou, tragickou a předčasnou smrt ještě před tím, než se Ledgerova smrt stala realitou. Zdůraznil, že i když se po uvedení filmu mnohé věci mohou jevit jako narážky na Ledgerův osud, scénář se kromě přeobsazení role Tonyho Deppem, Farrellem a Lawem nezměnil.

## Recenze
- František Fuka, Neviditelný pes Imaginárium Dr. Parnasse
- Tereza Spáčilová, iDNES V Cannes se tleskalo poslednímu filmu Ledgera, vzpomínky se obešly bez slz
- Kamil Fila, Aktuálně.cz Imaginárium dr. Gilliama je prodchnuto smrtí
- Marek Čech, AVmania.cz Imaginárium dr. Parnasse
- Adam Fiala, Moviescreen  Imaginárium dr. Parnasse
- Věra Šmejkalová, iROZHLAS Imaginárium dr. Parnasse
- Moviezone.cz  Imaginárium dr. Parnasse